# Antojana
La antojana (Antoxana) es un elemento de la arquitectura tradicional asturiana. El término deriva de la unión de los vocablos latinos ANTE (delante) y OSTIUM (puerta).
Según el Dictamen de la Comisión Especial de Derecho Consuetudinario Asturiano (06/0177/0001/00390) "La antoxana es el terreno situado inmediatamente delante de la fachada principal de la casa o de la construcción o construcciones que se sirven de ella, delimitado desde el bistechu hacia fuera, es decir, a partir de la línea formada por la caída de las aguas desde el extremo del alero al suelo hacia fuera".
Es una figura tradicional de gran raigambre en Asturias cuya existencia se documenta desde la Alta Edad Media. Siempre ha cumplido una función de gran relieve en el mundo rural, ligada inseparablemente a las construcciones de esta naturaleza, que no sólo se ha venido utilizando como espacio de trabajo, depósito de herramientas, carga y descarga, sino también como lugar de esparcimiento, descanso, tertulia y solaz.
Su característica fundamental es la de prestar servicio, generalmente a la casa, pero también a la construcción o construcciones que se sirven de ella, tales como el hórreo, la panera, la cuadra, el cobertizo, el pajar o similares.
A lo largo de la historia, la antojana se ha mostrado como una de las figuras más dinámicas del derecho consuetudinario asturiano e incluso en la actualidad ha visto revitalizada esta posición por dos motivos principales: de un lado, por un renovado interés hacia la zona rural asturiana consecuencia de la tendencia a disponer de una segunda residencia; y de otro, por los cambios de hábitos vacacionales que han dado lugar a la creación del denominado turismo rural.
Estas dos circunstancias han revitalizado el uso de la antojana como lugar de esparcimiento, descanso, tertulia y solaz, sin olvidar, por otro lado, que también han generado un incremento de los litigios judiciales sobre esta figura debido a la irrupción de hábitos urbanos discordantes con los usos y costumbres del mundo rural.

## Su papel en derecho
La mayor parte de los pleitos en los que se suscitan cuestiones de derecho consuetudinario asturiano tienen como eje central la antojana, lo que da idea de la tradicional importancia de esta figura en Asturias.